# Selwyn Image

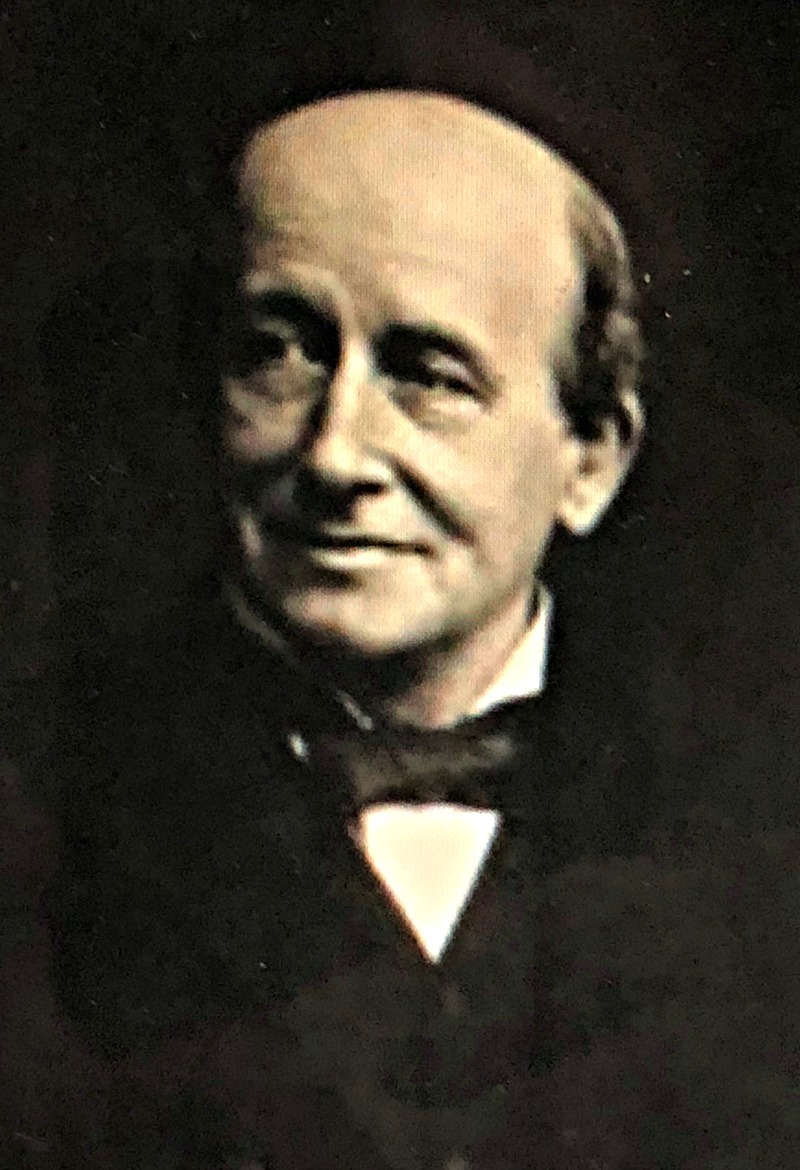
Selwyn Image

Selwyn Image (Bodiam (East Sussex), 17 februari 1849, – Londen, 21 august 1930) was een Engelse kunstenaar. ontwerper, schrijver en dichter die vooral bekend is uit de Engelse Arts-and-craftsbeweging. Hij ontwierp voornamelijk glas-in-lood ramen, meubilair, bookillustraties en borduurwerken.
Met de hulp van Image richtte richtte zijn goede vriend, de Engelse architect en ontwerper Arthur Heygate Mackmurdo, het Century Guild of Artists op. Image was verantwoordelijk voor het organiseren van workshops over o.a. meubels, glas-in-lood en behang. Daarnaast was Image van 1886 tot 1892 mede-(hoofd)redacteur van The Century Guild Hobby Horse, het blad van Century Guild of Artists. Selwyn Image was ook actief lid van het Londense Art Workers' Guild in London waarvan hij in 1900 zelfs de voorzitter werd.
Selwyn Image overleed op 21 augustus 1930 in Holloway en werd begraven op Highgate Cemetery.